# Zubštejn
Zubštejn neboli Zubrštejn čili Zubří kámen, původně zvaný jen Kámen, byl rozsáhlý středověký hrad na hřebenovitě protáhlém stejnojmenném kopci (682 m n. m.) nad vsí Pivonice na Žďársku. Jeho zřícenina je chráněna jako kulturní památka České republiky.

## Historie
Kdo a kdy hrad založil není známo. Podle legendy jej měl postavit uhlíř Věnava na kopci Zubrštýn a jeho syn Prsten měl později založit Pernštejn. Starší verze pověsti však hovoří o Zubštejnu jako o zeměpanském hradu, zřízeném moravskými markrabaty, kterým hrad ve 2. polovině 14. století skutečně patřil, což mohlo ovlivnit zmíněnou legendu. Za dobu založení hradu byla dlouhou dobu považována 1. polovina 13. století, což by ze Zubštejna udělalo nejstarší hrad nejen na Svratecku, ale i na celé Moravě, takže je to velmi nepravděpodobné. Vlivem soudobých názorů na vývoj hradní architektury byl položen vznik hradu až do 1. třetiny 14. století. Situaci též komplikuje první písemná zmínka až z roku 1344. Původně byla považována za nejstarší zprávu o hradu zmínka k roku 1214, která je ale coby novodobé listinné falzum doložena až v 1. polovině 19. století a uvádí „quondam castrum Lapis“ (tedy kdysi hrad Kámen).
Poznatky především v oblasti zdejšího dolování stříbrné rudy, ke kterému dochází již na počátku 13. století, teoreticky umožňují dataci hradu Zubštejna, respektive dobu nejstaršího a dnes již nedochovaného opevnění daného místa, zásadněji přehodnotit. Nesporným faktem je úzký vztah hradu k těžbě rud, jeho nezvyklá dispozice a zasazení na vrcholu dominantního kopce, z něhož je možné přehlédnout celou rudnou oblast. To vše z něj činí možné hlavní správní centrum těžby, kterým se ale mohl stát až v průběhu 14. století, kdy byl předmětem cíleného zájmu moravských markrabat coby zeměpánů a svrchovaných vlastníků horního a mincovního práva. Vznik a dochované architektonické zbytky není možné položit před rok 1300 především proto, že zde dosud nebyly nalezeny žádné artefakty ani stavební prvky spolehlivě datovatelné do 13. století. Navíc hrad ve 14. a především v 15. století prošel zásadními stavebními úpravami. Dosud zde neproběhl komplexní archeologický průzkum, ačkoliv bylo do údržby a zpřístupnění zříceniny velmi mnoho investováno. Cílený odborný průzkum by byl s ohledem na rozsah a význam této památky rozhodně velmi žádoucí a snad by dokázal zodpovědět mnohé výše nastíněné otázky. Právě i v kontextu listin z druhé poloviny 14. století, které o hradu hovoří jako o bývalém zeměpanském sídle.
Prvním písemně doloženým majitelem hradu byl roku 1344 Atluš "de Lapide" (tj. z Kamene) z rodu pánů z Pernštejna. Po polovině 14. století je doložen jako jeho držitel Blud z Kralic. Od něj hrad později získat Jimram z Jakubova. Kdy Blud a Jimram hrad vlastnili není známo, protože v roce 1348 byl v majetku Jimrama z Kamene a jeho synů Filipa, Vojtěcha a Altuše. Ti jej měli prodat Joštovi a Benešovi z Boskovic. V roce 1349 však Jimram získal hrad od Bluda z Králic, kterému ho před lety prodal. Spolu s hradem získal i Rožnou a další vsi. V této době tedy hrad neměl jednotného majitele, ale byl rozdělen mezi více sourozenců či příbuzných. V roce 1351 pak Altuš z Kamene prodal svoji část Filipovi a Jimramovi z Jakubova. Kdy došlo ke spojení jednotlivých částí není známo, nicméně v roce 1358 odkoupil markrabě Jan Jindřich celý hrad od Jimrama z Pernštejna.
V zeměpanské držbě setrval hrad až do roku 1377, kdy jej markrabí Jošt udělil lénem Janu z Křižanova. Tehdy k Zubštejnu patřily i vsi Pivonice, Vrtěžíř, Lesoňovice, Štěpánov a Koroužné. Roku 1390 mu byl ale Joštem opět odebrán. Jak vypadala situace hradu za husitských válek, není známo. Nicméně v roce 1432 byl rozhodnutím markraběte a rakouského vévody v jedné osobě Albrechta byl Pernštejnům odebrán a následně připadl Janu Meziříčskému z Lomnice. Kromě Zubštejna přišli Pernštejnové i o Bystřici a hrad Pyšolec. Jan se proti tomuto rozhodnutí bránil soudní cestou; zde se mimo jiné hájil tím, že hrad získal od Jana Jindřicha už v roce 1377. Nicméně Albrecht, který byl v tomto sporu soudce, své rozhodnutí z politických důvodů (on a Jan z Lomnice byli katolíky, zatímco Jan z Pernštejna kališník) nezměnil. V roce 1437 je uváděn jako hradiště, což bylo vysvětlováno jeho poškozením v průběhu husitských válek. Neboť tímto termínem se v pozdním středověku důsledně označovaly bývalé hrady čili opevněná zděná místa se zpustlým hradem. Roku 1440 jej získal Jan II. z Pernštejna zpět. Poté byly na hradě provedeny některé stavební a modernizační práce, za Viléma z Pernštejna byl hrad náležitě opevněn a vyzbrojen.
Neobvyklý je i jeho konečné česko-německé jméno Zubštejn neboli Zubrštejn (Zubrstein), odkazující na rodové pernštejnské erbovní znamení zubří hlavy s houžví v nozdrách a původní název Kámen, latinsky Lapis a německy Stein. Zubštejn byl navíc, na rozdíl od blízkých Aueršperka a Pyšolce, obýván až do začátku 16. století. Ještě v roce 1522 je zmiňován při dělení pernštejnských majetků, zde však není jeho charakter blíže upřesněn. V dalších letech byl již neudržován a ponechán svému osudu. Roku 1547 se uvádí jako „zámek pustý Zubrsstayn“. Poslední zmínka o hradu je z prodejní smlouvy pernštejnského panství z roku 1596. Tehdy je zmiňován zpustlý Zubštejn, ale nikoliv již Aueršperk a Pyšolec.
Současná historie hradu začíná v roce 1971, kdy zde byl proveden stavebně historický průzkum. Od roku 1990 tu byl Okresním muzeem prováděn nevelký archeologický výzkum, spojený s údržbou a zajišťováním zříceniny.

## Současný stav
Zřícenina hradu je poměrně zachovalá. Dochována jsou dokonce i některá patra a klenby centrálního paláce, včetně části vstupní věže s bývalou branou do níž ústí nově vybudovaný dřevěný most přes původní hluboký příkop. Obvod hradu je dobře patrný a místy jsou zde i několikametrové zdi jeho jádra. Zachovalá je též cisterna v předhradí pod klenutým palácem. Hrad je volně přístupný v krásné přírodě a nabízí i daleké výhledy do okolní krajiny Svratecké hornatiny.
V rámci projektu „Zpřístupnění hradu Zubštejna pro turisty“, na který přispěla Evropská unie, byla v roce 2010 postavena přístupová lávka mezi posledním předmostím a hradním jádrem i zábradlí kolem nejzachovalejší části hradu. Dá se zde pohodlně přespat, například v místnostech, které jsou vidět z čelního pohledu na stavbu hlavního paláce. K dispozici je také několik ohnišť.
V těsné blízkosti zříceniny byl v roce 1955 (na podstavci je toto vročení) postaven kamenný památník, který obsahuje hlínu z těchto památných míst:
- Vítkov 1420
- Lidice 1942
- Banská Bystrica 1944
- Dukla 1945
- Brno – Kaunicovy koleje

(je uvedeno na připojeném reliéfu u paty podstavce)
Po obvodu tohoto čtyřhranného památníku jsou vytesány jednotlivé tabulky se jmény okolních obcí. V těchto tabulkách byly uvedeny nad a pod názvem obce číselné údaje a jména významných lidí té doby, především členů tehdejší strany KSČ, nejznámějším je Antonín Štourač. Po odtesání již jen zčásti patrné.
V minulosti byly na Zubštejně instalovány makety středověkých obléhacích strojů. Zubštejnem prochází dálková trase Via Czechia, možnost přenocování turistům nabízí útulna. 

## Galerie

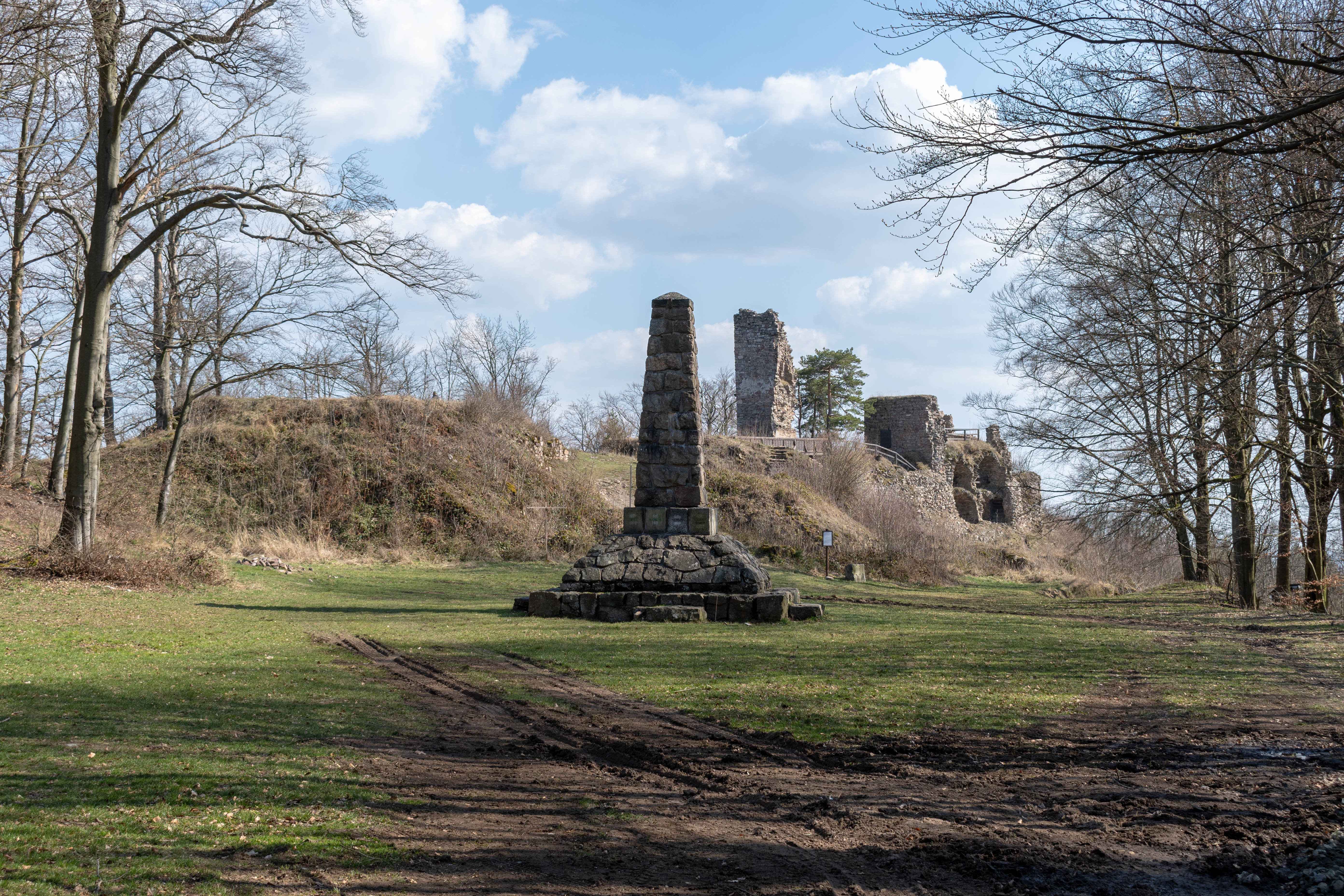
pohled od severu
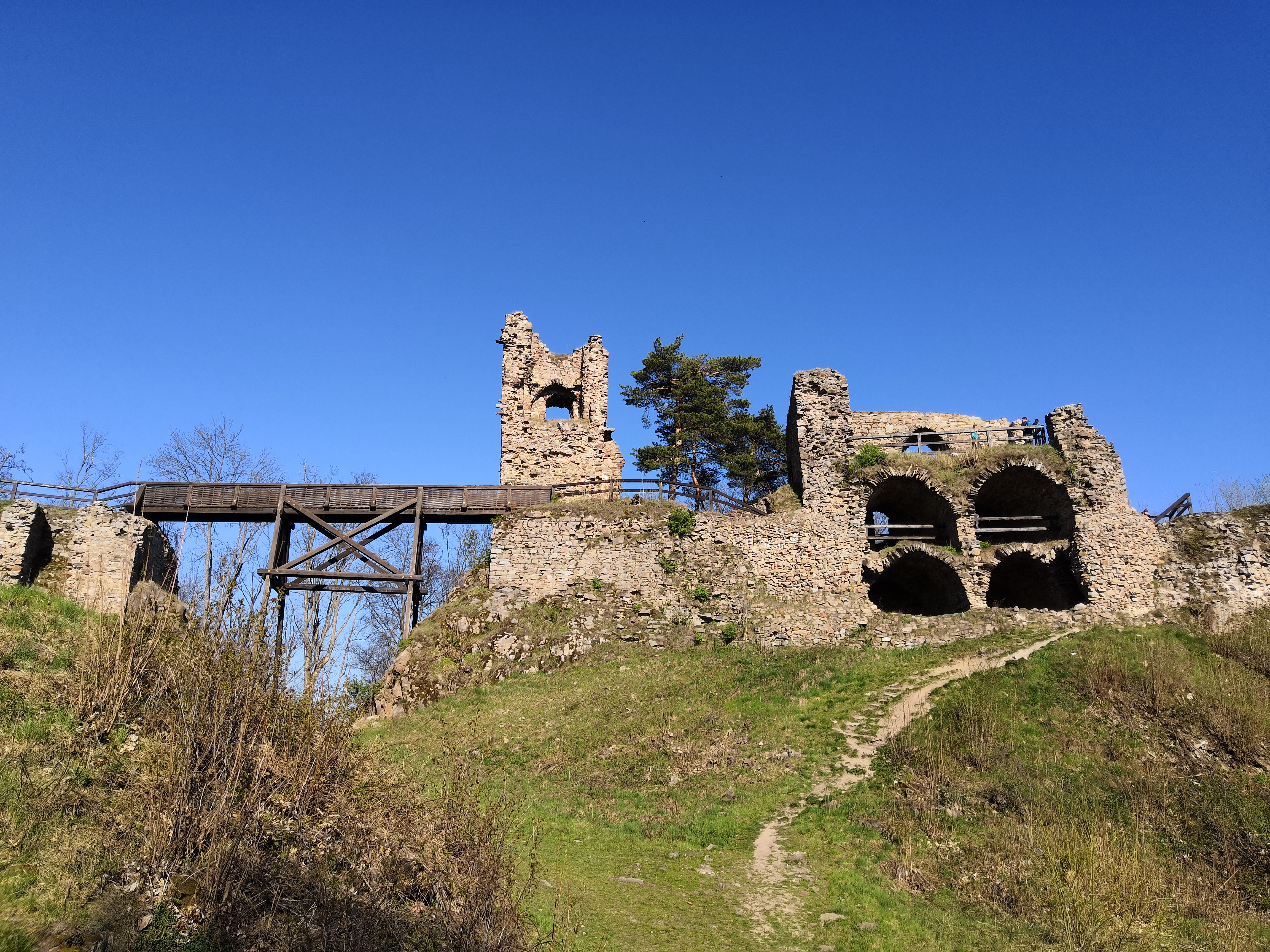
pohled od západu
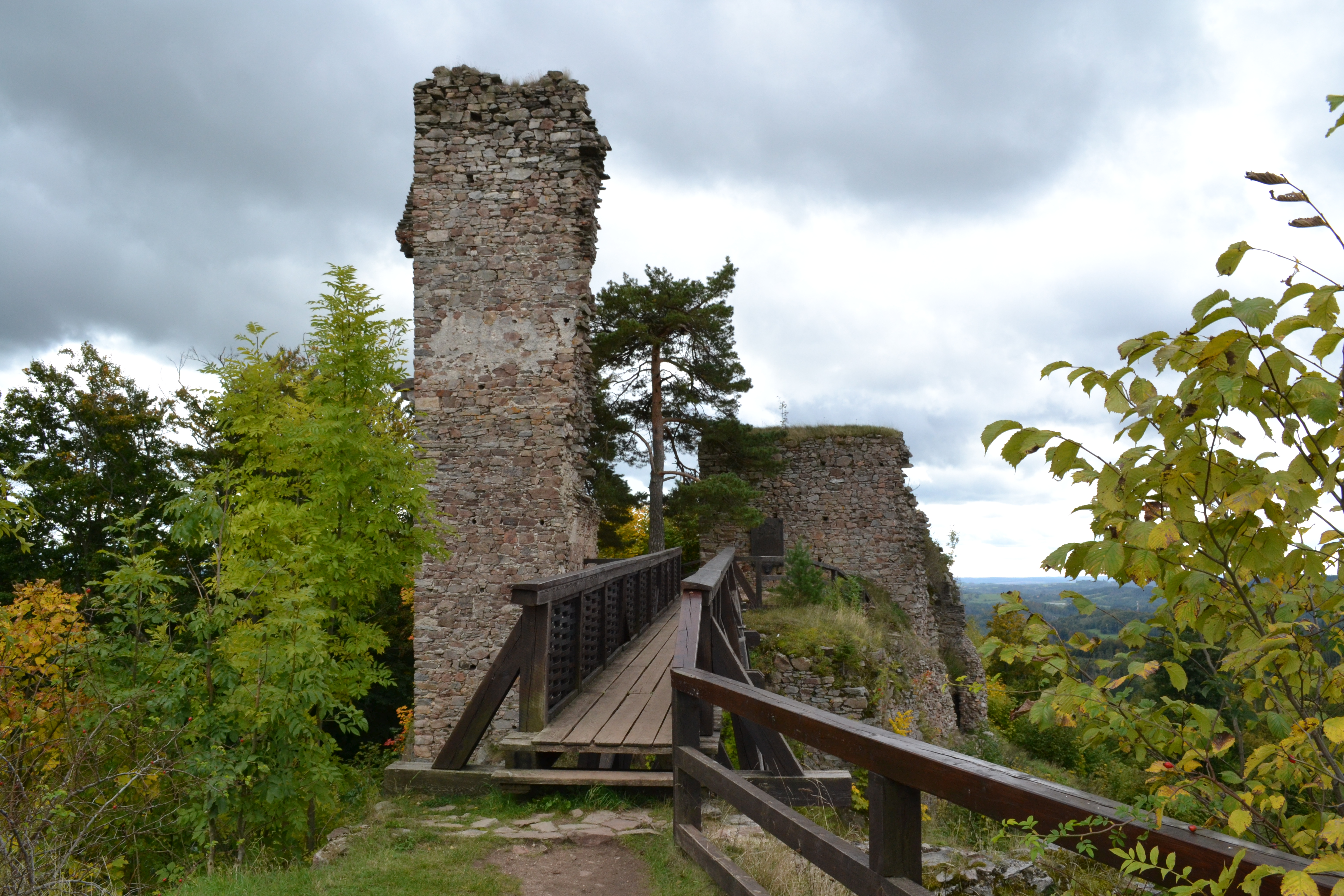
Čelní pohled z předmostí na torzo vstupní branské věže a palác
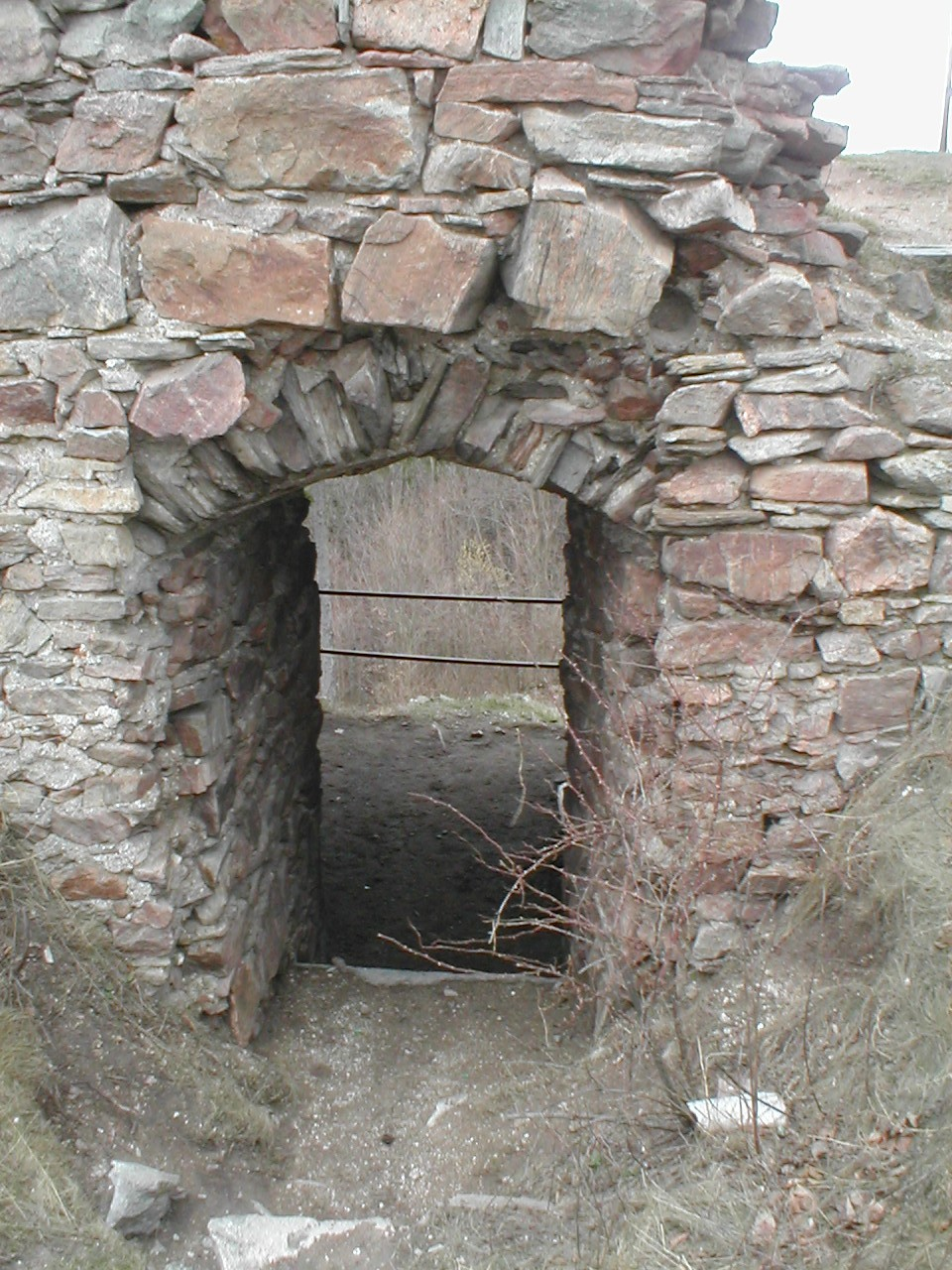
Průchod do jedné ze zaklenutých místností hlavního paláce na zřícenině jádra hradu
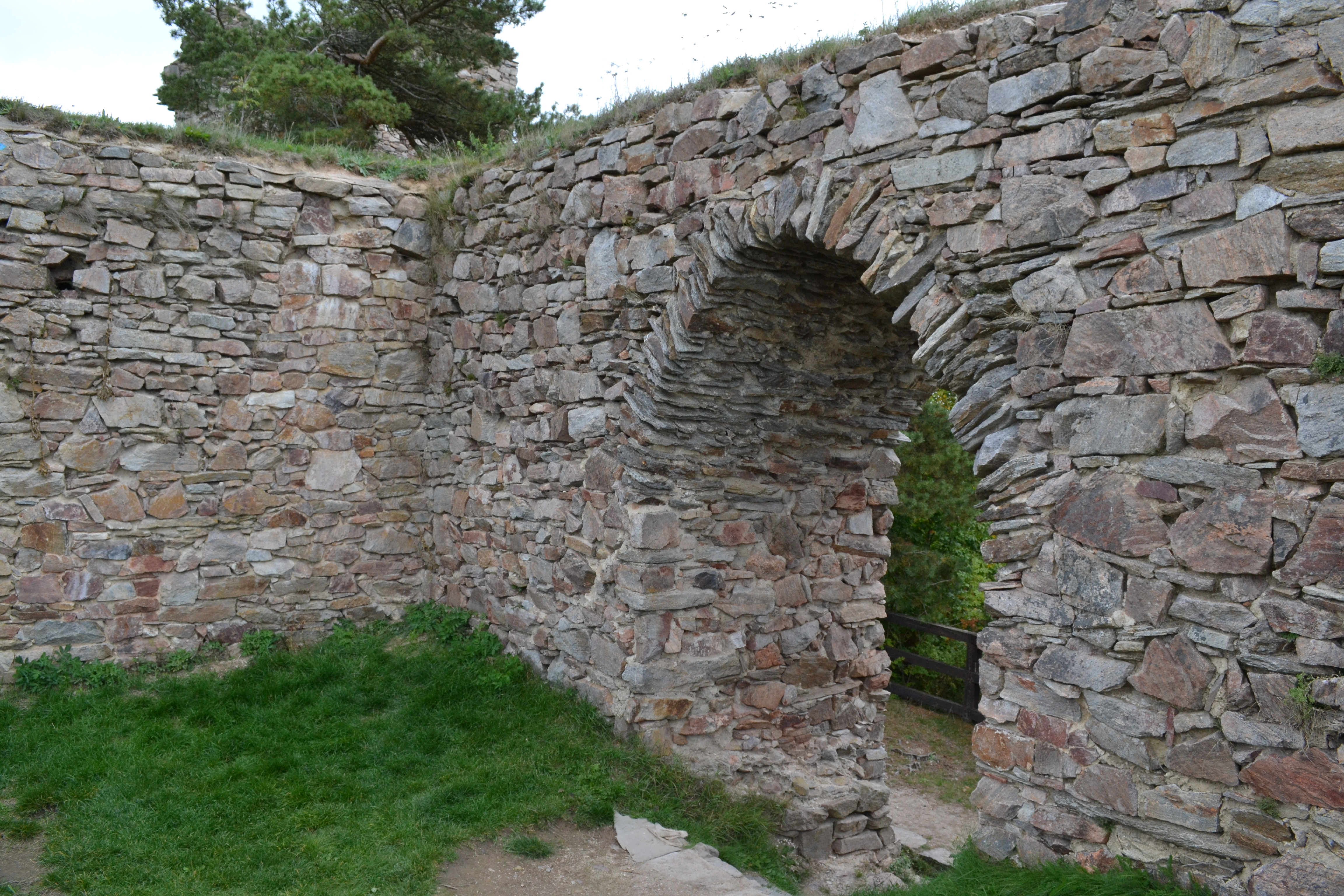
jedna z vnitřních stěn paláce
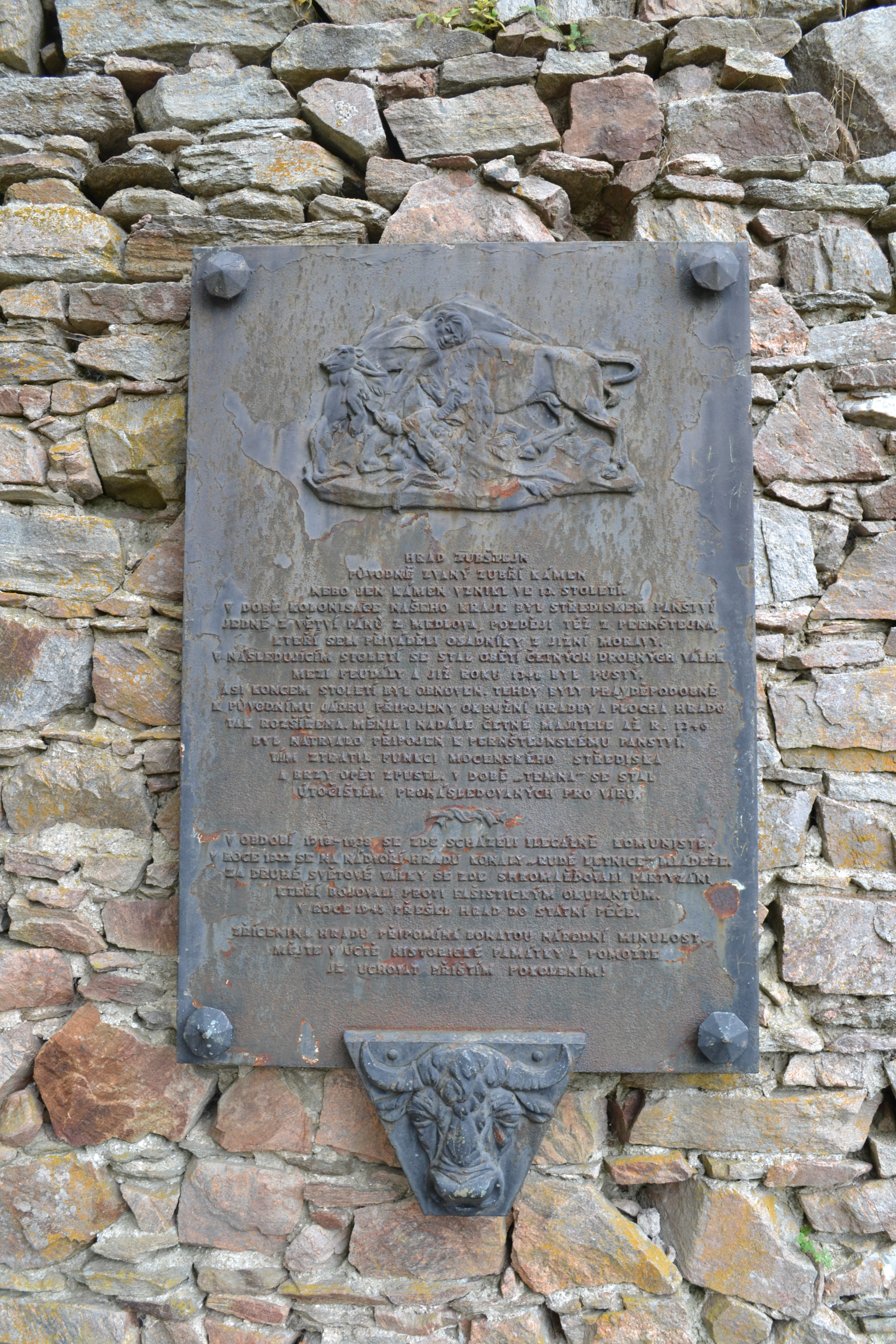
litinová pamětní deska z roku 1962 na stěně hlavního paláce